# Pau Casadesús Castro
Pau Casadesús Castro (Vallirana, 30 d'octubre de 2003) és un futbolista català que juga com a lateral dret a l'RCD Espanyol B, cedit pel FC Andorra.

## Carrera de club
Casadesús va representar el Club Gimnàstic Manresa de juvenil, i també va començar a entrenar amb el primer equip del FC Andorra l'any 2021, un any després que s'hagués concertat un conveni de col·laboració entre els dos clubs. Va debutar com a sènior amb aquest darrer club el 30 de novembre de 2021, entrant com a substitut tardà d'Adrià Altimira en una victòria per 1-0 fora del Náxara CD, per a la Copa del Rei de la temporada.
Casadesús va debutar professionalment el 15 d'agost de 2022, substituint Carlos Martínez i marcant un gol d'últim minut en la victòria a casa per 1-0 davant el Real Oviedo; aquest també va ser el primer gol de l'Andorra en una competició professional.